# АМТ-Груп
АМТ-ГРУП — российский системный интегратор и разработчик ИТ-решений, специализирующийся на проектировании, внедрении и техническом сопровождении сложных телекоммуникационных и информационных систем. Полное наименование — АО «АМТ-ГРУП». Основана в 1994 году, штаб-квартира расположена в Москве, филиалы — в Санкт-Петербурге, Краснодаре, Минске (Республика Беларусь) и Алматы (Республика Казахстан).
АМТ-ГРУП является партнером более 100 ключевых российских и мировых производителей оборудования и программного обеспечения: компаний Alcatel, Avaya, Cisco, Dell, Extreme, Genesys, HP, Juniper, IBM, Microsoft, Oracle, Polycom и других.
АМТ-ГРУП имеет более 60 сервисных региональных партнеров, партнерская сеть охватывает более 100 городов Российской Федерации от Калининграда до Владивостока, а также СНГ. Компания располагает мультивендорным центром макетирования, где происходит развертывание и тестирование решений при реализации сложных и масштабных проектов. В Лаборатории АМТ-ГРУП доступны для демонстрации ключевые и инновационные решения, предлагаемые компанией.
В настоящее время коллектив компании насчитывает более 400 человек, среди которых 150 инженеров-проектировщиков и инженеров технической поддержки различных специализаций. 15 сотрудников АМТ-ГРУП обладают всемирно признанной высшей квалификацией в области сетевых технологий — Cisco Certified Internetwork Experts, двое - наивысшим сертификационным статусом компании Huawei: HCIE – Huawei Certified Internetwork Expert.
Компания выполняет проекты для государственных и коммерческих структур, наиболее активно работая в телекоммуникациях, финансовом секторе, топливно-энергетическом комплексе, промышленности, транспортной отрасли.

## Деятельность
АМТ-ГРУП выполняет весь комплекс работ по внедрению решений: предпроектное обследование, аудит, проектирование, поставку и пуско-наладку оборудования, внедрение, сервисное и гарантийное сопровождение, а также обучение персонала заказчика.
Решения и услуги:
- корпоративные мультисервисные сети
- системы классической и IP-телефонии
- унифицированные коммуникации
- центры обработки данных
- контакт-центры и системы управления взаимоотношениями с клиентами (CRM)
- системы видеоконференцсвязи
- беспроводные сети и системы связи
- системы хранения и обработки данных
- системы управления корпоративной ИТ-инфраструктурой
- корпоративные порталы
- системы обеспечения информационной безопасности и управления информационной безопасностью
- ситуационные центры
- системы видеонаблюдения
- техническая поддержка
- аутсорсинг управления ИТ-инфраструктурой

Решения для операторов связи
- магистральные мультисервисные сети
- сети доступа
- сети следующего поколения (NGN)
- системы цифрового телевидения
- системы поддержки деятельности операторов связи (OSS/BSS)
- решения для операторов мобильной связи

Решения — собственная разработка
- АМТ InfoDiode[6] — система однонаправленной передачи данных. Программно-аппаратный комплекс, реализующий изоляцию критичных сегментов ЛВС посредством гальванической развязки с сохранением возможности информационного обмена с внешними сегментами.
- IP-Forum[7] — решение для проведения селекторных совещаний в корпоративной сети связи, построенной на основе IP-телефонии
- АРКУДА-НАВИ[8] — информационно-навигационная система для пассажиров транспортных предприятий
- AMT Capmaign Manager[9] — система управления кампаниями исходящего обзвона
- Корпоративный портал[10] — внутренний портал для организаций
- ACTS[11] — решение для учёта и ограничения расходов предприятия на услуги связи и управления абонентской базой корпоративной телефонной сети
- АМТ-Медиатор — программный продукт для интеллектуального управления параметрами выходных радиосигналов, а также осуществления автоматического резервирования оборудования ОГС с гибкими критериями срабатывания

### Показатели деятельности
АМТ-ГРУП ежегодно входит в список крупнейших российских IT-компаний по версиям CNews и TAdviser.
По итогам 2020 года компания занимает следующие позиции в рейтингах:
CNews
- CNews: Крупнейшие ИТ-компании России (35 позиция)[12]
- CNews Analytics: Крупнейшие поставщики ИТ для транспортных компаний 2020 (25 позиция)[13]
- CNews Analytics: крупнейшие поставщики ИТ для финансового сектора (16 позиция)[14]
- CNews Security: Крупнейшие компании России в сфере защиты информации (36 позиция)[15]
- CNews Analytics: Крупнейшие поставщики ИТ-решений для госсектора (34 позиция)[16]
- Крупнейшие поставщики ИТ-услуг (16 позиция)[17]
- Крупнейшие поставщики ИТ для промышленных предприятий (19 позиция)[18]

TAdviser
- TAdviser: Крупнейшие ИТ-поставщики в банках (8 позиция);
- TAdviser: Крупнейшие ИТ-поставщики в промышленности (14 позиция);
- TAdviser: Крупнейшие ИТ-поставщики в госсекторе России (21 позиция);
- TAdviser: Крупнейшие поставщики решений в сфере информационной безопасности в России (24 позиция);
- TAdviser: Крупнейшие поставщики ИТ-услуг в России (13 позиция).

По итогам 2019 года компания занимает следующие позиции в рейтингах:
- CRN/RE: «25 лучших российских системных интеграторов 2020»[19]
- TAdviser: Топ-30 ИТ-поставщиков в ТЭК России (14 позиция)
- CNews Infrastructure 2019. Рейтинг крупнейших системных интеграторов России: построение ИТ-инфраструктуры (12 позиция)[20]
- Рейтинг крупнейших поставщиков инфраструктуры дата-центров 2019 (9 позиция)[21]
- Крупнейшие поставщики в области комплексных проектов построения инфраструктуры зданий и сооружений 2019 (8 позиция)[22]
- Крупнейшие интеграторы в области комплексных систем безопасности (4 место)[23]
- Крупнейшие поставщики инженерной инфраструктуры и систем физической безопасности (4 место)[24]

## Проекты
Крупные публичные проекты компании.
Государственные организации
- Организация доставки и распространения цифровых ТВ-сигналов Full HD на объектах проведения Кубка конфедераций FIFA 2017 года и Чемпионата мира по футболу 2018 года
- Создание обновленного Центра управления полетами (ЦУП) ФГУП «Космическая связь» (ГП КС) на территории его филиала - Центра космической связи «Сколково»
- Модернизация технологической платформы ФГУП «Космическая связь»
- Создание комплекса инженерных систем для суперкомпьютера Всероссийского научно-исследовательского института автоматики (ВНИИА) им. Н.Л. Духова
- Создание информационно-технологической инфраструктуры проекта МТА для ОАО «ОАК-Транспортные самолеты»
- Модернизация внутриведомственной сети передачи данных (КСПД) Пенсионного фонда России
- Создание мультисервисной сети для Центрального аэрогидродинамического института имени профессора Н.Е. Жуковского
- Построение мультисервисной сети связи, системы командно-диспетчерской связи и реконструкция ведомственной телефонной сети Государственного таможенного комитета РФ
- Построение мультисервисной сети Министерства Природных Ресурсов
- Создание системы аудиовидеоконференцсвязи Федерального казначейства
- Создание и внедрение внутреннего корпоративного портала для Мэрии г. Москвы
- Проектирование и построение технологической инфраструктуры Московского педагогического государственного университета (МПГУ) для создания Единой электронной информационной среды МПГУ

Топливно-энергетический комплекс
- Проект по виртуализации рабочих мест сотрудников Сибирской генерирующей компании
- Внедрение системы учета корпоративных расходов на услуги связи в компании «Газпром нефть»
- Создание единой мультисервисной корпоративной сети для ОАО «Газпром нефть»
- Построение сети технологической связи для проектов ОАО «Газпром» GOFO-2, Ямал-1, Ямал-2
- Построение транспортной сети вдоль нефтепроводов Суходольная-Родионовская и «Дружба» АК «Транснефть»
- Построение мультисервисной сети OAO «Сибнефть»
- Построение системы обеспечения информационной безопасности ОГК-2
- Поставка и обеспечение готовности технических средств во ОАО «Концерн Росэнергоатом» для внедрения программы RODOS в России
- Построение корпоративной сети «Юганскнефтегаз»

Промышленность
- Комплексный проект по обеспечению информационной безопасности в АО «Государственный Рязанский приборный завод»
- Создание системы телеприсутствия для российского филиала компании «Боинг»
- Создание инженерной инфраструктуры центра обработки данных Закрытого акционерного общества «Гражданские самолеты Сухого» (ЗАО «ГСС») и организация сервисного обслуживания всех инженерных систем объекта
- Внедрение системы позиционирования и мониторинга транспортно-погрузочных средств в закрытом помещении («Стальной проволочный цех 1») головного предприятия ОАО «Северсталь-Метиз»
- Создание системы селекторных совещаний в ЗАО «ГК «Электрощит - Самара»
- Создание системы корпоративного цифрового телевидения для завода «Хендэ Мотор Мануфактуринг Рус» в Санкт-Петербурге
- Создание инженерной инфраструктуры Центра обработки данных для ЗАО «Трансмашхолдинг»
- Создание комплексной коммуникационной инфраструктуры в ООО "Пратт энд Уитни - Рус"
- Комплексный проект по созданию корпоративной телекоммуникационной инфраструктуры для «Хендэ Мотор Мануфактуринг Рус»
- Построение сетевой инфраструктуры Нижнетагильского металлургического комбината
- Построение распределенной корпоративной сети и создание ЦОД Уральского Оптико-Механического Завода
- Создание ЦОД ФГУП Государственный Рязанский приборный завод
- Построение корпоративной системы хранения; поддержка коллективной работы; обеспечение информационной безопасности; создание системы мониторинга и управления ИТ-инфраструктурой для Горнорудной компании АфроАзия

Финансы
- Модернизация информационной инфраструктуры Национального банка Кыргызской Республики
- Внедрение решения Verint Speech Analytics в компании «Группа EOS»
- Разработка и внедрение корпоративной системы унифицированных коммуникаций и средств совместной работы в новом головном офисе Райффайзенбанка «Нагатино»
- Создание системы видеоконференцсвязи (ВКС) в ОАО «Белгазпромбанк»
- Создание контактного центра для «Сетелем Банк» в г. Саратове
- Создание системы обеспечения информационной безопасности (СОИБ) ОАО «Витабанк»
- Модернизация процессингового центра ГУТА-БАНКА
- Создание системы «Интеллектуальный офис» в центре сопровождения клиентских операций (ЦСКО) «Ясная поляна» Среднерусского банка Сбербанка России в г. Тула
- Модернизация корпоративной системы телефонии и контакт-центра КБ "БНП Париба Восток" ООО (Cетелем)
- Внедрение системы селекторных совещаний IP FORUM в Пробизнесбанке
- Внедрение системы мониторинга производительности сетевой инфраструктуры и приложений в ООО «Хоум Кредит энд Финанс Банк»
- Работы по проектированию и монтажу структурированной кабельной сети (СКС) в новом офисе НОМОС-БАНКА
- Проект по автоматизации Digital Office для Банка Москвы
- Проект модернизации структурированных кабельных систем (СКС) Среднерусского банка Сбербанка России
- Создание системы управления производительностью сетевой инфраструктуры и контроля сетевого трафика в Райффайзенбанке
- Организация в новом центральном офисе ОТП Банка корпоративной системы связи на базе решений Cisco
- Внедрение системы Verint Workforce Management в контакт-центре банка ВТБ24
- Создание ведомственной транспортной сети (ВТС) Федерального казначейства Российской Федерации
- Построение локальной вычислительной сети ГВЦ и локальной сети центрального офиса Центрального Банка РФ
- Построение республиканской MPLS-сети Центрального Банка Узбекистана
- Построение мультисервисной сети «Ренессанс Капитал»
- Построение мультисервисной сети и системы корпоративной IP-телефонии московского офиса Ernst & Young CIS
- Построение отказоустойчивой высокопроизводительной системы связи для нового информационно-процессингового центра Банка «Хоум Кредит»
- Создание контакт-центра МДМ Банка

Транспорт
- Создание распределенного Центра Обработки Данных на базе FlexPod для Международного Аэропорта Шереметьево
- Разработка информационных терминалов для Московского метрополитена
- Построение транспортной сети для автоматизированной системы оплаты проезда магнитными билетами в Московском Метрополитене
- Построение ситуационных центров и систем экстренной связи на Московском и Петербургском метрополитенах
- Построение системы сигнализации и технологической связи Октябрьской железной дороги

Телекоммуникации
- Построение центра обработки данных на базе оборудования Huawei для Московской телекоммуникационной корпорации «КОМКОР» (торговая марка «АКАДО Телеком»)
- Работы по внедрению и подготовке к сертификации СУИБ «Технический центр Интернет» на соответствие положениям стандарта ISO/IEC 27001
- Разработка стратегии технического развития мультисервисной MPLS/Ethernet-сети АО «Казахтелеком»
- Создание системы управления информационной безопасностью в ЗАО «Технический Центр Интернет»
- Проектирование и построение мультисервисной сети передачи данных масштаба города для предоставления услуг широкополосного доступа в Интернет для медиа-холдинга ООО "Бизнес системы" в городе Камышин
- Проект по внедрению системы распределения вещательного телевидения в "Мостелеком"
- Запуск цифрового спутникового и наземного вещания в Республике Казахстан - проект для оператора АО «Казтелерадио»
- Построение IP-сети нового поколения в г. Алматы для «Казахтелекома»
- Построение магистральной сети доступа и сети гибких мультиплексоров ОАО «Ростелеком»
- Построение системы транзита голосового трафика по технологии VoIP для ЗАО «Компания ТрансТелеКом»
- Построение международной транспортной сети ЗАО "Компании «МТУ Информ» («КОМСТАР-ОТС»)
- Построение региональной мультисервисной MPLS-сети Южной Телекоммуникационной компании
- Создание центрального узла доступа в Интернет компании «Киргизтелеком»
- Построение городских мультисервисных MPLS-сетей АО «Казахтелеком» в городах Алматы, Караганда, Тараз, Чимкент, Атырау
- Построение транспортной сети "Макомнет"
- Построение мультисервисных сетей группы предприятий «Фарлеп» (Украина), ООО «КОМСТАР-Украина»
- Построение сети широкополосного доступа ЗАО «Петерстар»
- Построение московского сегмента транспортной сети Cable & Wireless
- Построение контакт-центра для ОАО «НТВ-Плюс»
- Внедрение системы управления качеством обслуживания в «НТВ-Плюс»
- Построение технологической радиосети широкополосного доступа ООО «РОЙЛКОМ»
- Модернизация системы операционной поддержки (OSS) и обеспечения бизнес-процессов корпорации «КОМКОР»
- Построение системы управления неисправностями на базе ПО IBM Tivoli Netcool для московского филиала ОАО «МегаФон»